# Dorotea di Anhalt-Zerbst
Dorotea di Anhalt-Zerbst (Zerbst, 25 settembre 1607 – Hitzacker, 26 settembre 1634) fu una nobile dell'Anhalt-Zerbst e duchessa di Brunswick-Wolfenbüttel.

## Biografia
Era figlia di Rodolfo, principe di Anhalt-Zerbst dal 1603 al 1621, e della sua prima moglie Dorotea Edvige di Brunswick-Wolfenbüttel.
Venne data in sposa ad Augusto di Brunswick-Lüneburg, vedovo nel 1623 di Clara Maria di Pomerania, e figlio di Enrico III di Brunswick-Lüneburg, duca di Brunswick-Lüneburg e principe di Dannenberg; il matrimonio venne celebrato a Zerbst il 26 ottobre 1623.
Morì nel 1634 e suo marito si risposò l'anno dopo con Elisabetta Sofia di Mecklenburg-Güstrow dalla quale ebbe altri figli.
Alla morte di Augusto nel 1666 ereditarono il titolo paterno Rodolfo Augusto e Antonio Ulrico, figli suoi e di Dorotea, che governarono congiuntamente il ducato.

## Discendenza
Diede al marito cinque figli:
- Enrico Augusto (Hitzacker, 28 aprile 1625-Hitzacker, 30 settembre 1627);
- Rodolfo Augusto (Hitzacker, 16 maggio 1627-Hedwigsburg, 26 gennaio 1704), che sposò Cristiana Elisabetta di Barby e poi Rosine Elisabeth Menthe;
- Sibilla Ursula (Hitzacker, 4 dicembre 1629-Glücksburg, 12 dicembre 1671), che sposò il duca Cristiano di Schleswig-Holstein-Sonderburg-Glücksburg;
- Clara Augusta (Hitzacker, 25 giugno 1632-Weinsberg, 6 ottobre 1700), che sposò il duca Federico di Württemberg-Neuenstadt;
- Antonio Ulrico (Hitzacker, 4 ottobre 1633-Salzdahlum, 27 marzo 1714), che sposò Elisabetta Giuliana, figlia del duca Federico di Schleswig-Holstein-Sonderburg-Norburg.

## Ascendenza
|                                          |                              |                                   | Genitori                        |  |  | Nonni |  |  | Bisnonni                    |  |  | Trisnonni |  |
|                                          |                              |                                   |                                 |  |  |       |  |  | Giovanni V di Anhalt-Zerbst |  |  | …         |  |
|                                          |                              |                                   |                                 |  |  |       |  |  | Giovanni V di Anhalt-Zerbst |  |  | …         |  |
|                                          |                              | …                                 |                                 |  |  |       |  |  | Giovanni V di Anhalt-Zerbst |  |  |           |  |
| Gioacchino Ernesto di Anhalt             |                              |                                   |                                 |  |  |       |  |  | Giovanni V di Anhalt-Zerbst |  |  |           |  |
|                                          |                              | Margherita di Brandeburgo         | Gioacchino I di Brandeburgo     |  |  |       |  |  |                             |  |  |           |  |
|                                          |                              | Margherita di Brandeburgo         | Gioacchino I di Brandeburgo     |  |  |       |  |  |                             |  |  |           |  |
|                                          |                              | Margherita di Brandeburgo         | Elisabetta di Danimarca         |  |  |       |  |  |                             |  |  |           |  |
| Rodolfo di Anhalt-Zerbst                 |                              | Margherita di Brandeburgo         |                                 |  |  |       |  |  |                             |  |  |           |  |
|                                          |                              | Cristoforo di Württemberg         | Ulrico di Württemberg           |  |  |       |  |  |                             |  |  |           |  |
|                                          |                              | Cristoforo di Württemberg         | Ulrico di Württemberg           |  |  |       |  |  |                             |  |  |           |  |
|                                          |                              | Cristoforo di Württemberg         | Sabina di Baviera               |  |  |       |  |  |                             |  |  |           |  |
| Eleonora di Württemberg                  |                              | Cristoforo di Württemberg         |                                 |  |  |       |  |  |                             |  |  |           |  |
|                                          |                              | Anna Maria di Brandeburgo-Ansbach | Giorgio di Brandeburgo-Ansbach  |  |  |       |  |  |                             |  |  |           |  |
|                                          |                              | Anna Maria di Brandeburgo-Ansbach | Giorgio di Brandeburgo-Ansbach  |  |  |       |  |  |                             |  |  |           |  |
|                                          |                              | Anna Maria di Brandeburgo-Ansbach | Edvige di Münsterberg-Oels      |  |  |       |  |  |                             |  |  |           |  |
| Dorotea di Anhalt-Zerbst                 |                              | Anna Maria di Brandeburgo-Ansbach |                                 |  |  |       |  |  |                             |  |  |           |  |
|                                          | Giulio di Brunswick-Lüneburg | Enrico V di Brunswick-Lüneburg    |                                 |  |  |       |  |  |                             |  |  |           |  |
|                                          | Giulio di Brunswick-Lüneburg | Enrico V di Brunswick-Lüneburg    |                                 |  |  |       |  |  |                             |  |  |           |  |
|                                          | Giulio di Brunswick-Lüneburg | Maria di Württemberg              |                                 |  |  |       |  |  |                             |  |  |           |  |
| Enrico Giulio di Brunswick-Lüneburg      | Giulio di Brunswick-Lüneburg |                                   |                                 |  |  |       |  |  |                             |  |  |           |  |
|                                          |                              | Edvige di Brandeburgo             | Gioacchino II di Brandeburgo    |  |  |       |  |  |                             |  |  |           |  |
|                                          |                              | Edvige di Brandeburgo             | Gioacchino II di Brandeburgo    |  |  |       |  |  |                             |  |  |           |  |
|                                          |                              | Edvige di Brandeburgo             | Edvige Jagellona                |  |  |       |  |  |                             |  |  |           |  |
| Dorotea Edvige di Brunswick-Wolfenbüttel |                              | Edvige di Brandeburgo             |                                 |  |  |       |  |  |                             |  |  |           |  |
|                                          |                              | Cristiano I di Sassonia           | Augusto I di Sassonia           |  |  |       |  |  |                             |  |  |           |  |
|                                          |                              | Cristiano I di Sassonia           | Augusto I di Sassonia           |  |  |       |  |  |                             |  |  |           |  |
|                                          |                              | Cristiano I di Sassonia           | Anna di Danimarca               |  |  |       |  |  |                             |  |  |           |  |
| Dorotea di Sassonia                      |                              | Cristiano I di Sassonia           |                                 |  |  |       |  |  |                             |  |  |           |  |
|                                          |                              | Sofia di Brandeburgo              | Giovanni Giorgio di Brandeburgo |  |  |       |  |  |                             |  |  |           |  |
|                                          |                              | Sofia di Brandeburgo              | Giovanni Giorgio di Brandeburgo |  |  |       |  |  |                             |  |  |           |  |
|                                          |                              | Sofia di Brandeburgo              | Sabina di Brandeburgo-Ansbach   |  |  |       |  |  |                             |  |  |           |  |
|                                          |                              | Sofia di Brandeburgo              |                                 |  |  |       |  |  |                             |  |  |           |  |